# Maracon
Maracon é uma comuna da Suíça, situada no distrito do Lavaux-Oron, no cantão de Vaud. Tem 4,39 km² de área e sua população em 2018 foi estimada em 491 habitantes.